# Chthonius anatolicus
Chthonius anatolicus es una especie de arácnido  del orden Pseudoscorpionida de la familia Chthoniidae.

## Distribución geográfica
Se encuentra en Irán y Turquía.